# Fort Dodge (Kansas)

En officer och en civilanställd spejare betraktar liket efter en dödad buffeljägare, som skalperats av cheyenneindianer nära Fort Dodge 1868.

Fort Dodge i Kansas var en militär utpost i USA:s armé 1865–1882. Det var beläget på Arkansasflodens vänstra strand, några mil öster om den nuvarande staden Dodge City i Ford County, Kansas.
Fortet anlades 1865 för att skydda resenärerna på Santa Fe Trail och för att vara en framskjuten militärbas för operationer mot fientliga indianer. Fortet lades ner 1882. Den kvarvarande militäranläggningen överfördes till det amerikanska inrikesdepartementets förvaltning 1883.
Den federala regeringen överlämnade militäranläggningen till staten Kansas 1890. Där upprättades Kansas State Soldiers Home, som fortfarande finns kvar med många av det ursprungliga fortets byggnader bevarade.